# Some Time in New York City
Some Time in New York City es el tercer álbum de estudio del cantante John Lennon junto a Yoko Ono, publicado por Apple Records el 15 de septiembre de 1972. Principalmente conocido como un álbum a dúo entre Lennon y Ono, y precedido por un sencillo controvertido, Some Time in New York City recibió reseñas negativas y menor número de ventas en relación con los dos anteriores trabajos de Lennon, John Lennon/Plastic Ono Band e Imagine.

## Historia

### Contexto
John Lennon y Yoko Ono se mudaron a Nueva York en septiembre de 1971, viéndose confrontados con distintas cuestiones políticas. Viviendo al inicio en Greenwich Village, contactaron muy pronto con los activistas Jerry Rubin y Abbie Hoffman, harían actos en protesta por el arresto de John Sinclair, y se pronunciarían en contra de la prisión Estatal de Attica y del encarcelamiento de Angela Davis. En enero de 1971, el FBI abrió un expediente a Lennon, temiendo que pudiera intentar humillar al Presidente Richard Nixon, quien expresó la intención de encontrar motivos suficientes para deportar a Lennon. La pareja sería vigilada durante varios meses, llegando a documentarse cada uno de sus movimientos.
Con semejante trasfondo, Lennon y Ono contratarían al grupo Elephant's Memory como respaldo en un nuevo trabajo, con la asistencia del batería de sesión Jim Keltner. La agenda, en las sesiones de grabación, vino marcada por las protestas contra las injusticias sociales que veían en los Estados Unidos. Phil Spector coprodujo el nuevo álbum de estudio junto a Lennon desde finales de 1971 hasta el 20 de marzo de 1972, fecha que coincidiría con el tercer aniversario de bodas de John y Yoko.
Buscando un mayor atractivo para el álbum, Some Times in New York City incluiría un concierto ofrecido el 15 de diciembre de 1969 en el Lyceum Ballroom de Londres, con los temas "Cold Turkey" y "Don't Worry Kyoko (Mummy's Only Looking For Her Hand In The Snow)" y la colaboración de Eric Clapton, George Harrison y Keith Moon. De forma adicional, varios temas de Frank Zappa y The Mothers of Invention, interpretados en directo en un concierto de junio de 1971, serían añadidos al álbum, creando un disco extra.

### Canciones
La canción que abre el álbum se titula "Woman is the Nigger of the World", frase acuñada por Yoko a finales de los 60, que contiene una crítica contra el sexismo masculino en perjuicio de las mujeres, asimilándolo al racismo blanco contra los llamados "negros". Fue publicada como sencillo en los Estados Unidos, con una controversia añadida, y como consecuencia, cierta censura en las emisoras de radio. La pareja tendría que dar una conferencia para explicar que la palabra "nigger" (que puede traducirse como "negro") era una alegoría y no una afrenta contra los negros.
Entre otros temas, figuran en el álbum "New York City", de corte roquero y que relata los primeros meses de Lennon en su nuevo hogar, así como "John Sinclair", su plegaria musical para la excarcelación de Sinclair. Yoko Ono, introducida en el movimiento feminista, respondería musicalmente con "Sisters O Sisters", "Born In A Prison" y "We're All Water". Some Times in New York City es visto como el punto de partida en la cualidad de Yoko como compositora. Tanto Lennon como Ono lamentarían, en composiciones acreditadas a ambos, la brutalidad policial en "Attica State", el conflicto de Irlanda del Norte con "Sunday Bloody Sunday" y "The Luck Of The Irish", y harían un tributo a Angela Davis con el tema "Angela".
Some Time In New York City fue publicado con una portada a modo de periódico, con los temas incluidos en el álbum asemejándose a titulares, y con una fotografía alterada de Richard Nixon y Mao Tse-Tung bailando desnudos, provocando rápidamente una polémica que obligaría a suprimirla.

### Resultados
Tras la publicación de Imagine, Some Time In New York City supuso una ruptura con el modelo de álbum fijado previamente a partir de John Lennon/Plastic Ono Band. Los críticos musicales consideraron el álbum radical desde un punto de vista político, mientras un determinado número de sus seguidores mantuvieron una distancia con los planteamientos propugnados por el músico, provocando que el álbum solo se alzara hasta el puesto #48 de las listas de Billboard. Si bien en el Reino Unido el álbum llegaría al puesto #11, Lennon se sintió defraudado, por lo que decidiría abstenerse de grabar durante casi un año. 
El 30 de agosto de 1972, John Lennon y Yoko Ono interpretaron dos conciertos benéficos en el Madison Square Garden a petición de Geraldo Rivera. El evento, bautizado como "One To One", sería grabado y filmado, con el concierto nocturno emitido a través del canal de televisión ABC y el recital matutino compilado en 1986 para la publicación de Live in New York City.
Some Times In New York City fue remezclado, remasterizado y reeditado en noviembre de 2005 como un disco único, descartando durante el proceso varios de los cortes que integraban "Live Jam", y añadiendo los temas adicionales "Happy Xmas (War Is Over)" y "Listen, The Snow Is Falling".

## Lista de canciones

### Primera edición (1972)

#### Disco uno (estudio)
1. "Woman Is the Nigger of the World" (John Lennon/Yoko Ono) - 5:15
  - Una edición más corta sería publicada como single, que también formaría parte del álbum recopilatorio de 1975 Shaved Fish
2. "Sisters O Sisters" (Yoko Ono) - 3:46
  - Cara B de "Woman Is The Nigger Of The World"
3. "Attica State" (John Lennon/Yoko Ono) - 2:57
  - El motín de la prisión Estatal de Attica tendría lugar el 9 de septiembre de 1971
4. "Born In A Prison" (Yoko Ono) - 4:03
5. "New York City" (John Lennon) - 4:30
  - Jerry Rubin y David Peel son mencionados en la letra de la canción
6. "Sunday Bloody Sunday" (John Lennon/Yoko Ono) - 5:00
  - El Domingo sangriento en Irlanda del Norte acaeció el 30 de enero de 1972
  - U2 dedicaría una canción con el mismo nombre al suceso
7. "The Luck Of The Irish" (John Lennon/Yoko Ono) - 3:00
8. "John Sinclair" (John Lennon) - 3:28
  - John Sinclair fue arrestado en julio de 1969 por posesión de marihuana, y finalmente puesto en libertad el 13 de diciembre de 1971
9. "Angela" (John Lennon/Yoko Ono) - 4:06
10. "We're All Water" (Yoko Ono) - 7:11
  - La canción menciona a numerosos personajes conocidos, incluyendo a Nixon, Mao, Lenny Bruce, Marilyn Monroe, Jerry Rubin, Raquel Welch, la Reina Isabel II de Inglaterra, el Papa Pablo VI, Charles Manson y John D. Rockefeller

#### Disco dos
1. "Cold Turkey" (John Lennon) - 8:35
2. "Don't Worry Kyoko" (Yoko Ono) - 16:01
  - Ambos temas interpretados en el Lyceum Ballroom de Londres, Inglaterra, e 15 de diciembre de 1969
3. "Well ( Baby Please Don't Go )" ( Walter Ward ) - 4:41
4. "Jamrag" (John Lennon/Yoko Ono) - 5:36
5. "Scumbag" (John Lennon/Yoko Ono/Frank Zappa) - 6:08
6. "Au" (John Lennon/Yoko Ono) - 6:23
  - Las cuatro últimas canciones fueron grabadas en el Fillmore East de Nueva York con Frank Zappa y The Mothers of Invention el 6 de junio de 1971

### Reedición (2005)
La reedición de Some Times In New York City omite material de Zappa e incluye dos temas adicionales. De forma notable, también varían las duraciones de algunos temas, especialmente "We're All Water" y "Don't Worry Kyoko". 
1. "Woman Is The Nigger Of The World" (John Lennon/Yoko Ono) - 5:15
2. "Sisters O Sisters" (Yoko Ono) - 3:46
3. "Attica State" (John Lennon/Yoko Ono) - 2:52
4. "Born In A Prison" (Yoko Ono) - 4:04
5. "New York City" (John Lennon) - 4:29
6. "Sunday Bloody Sunday" (John Lennon/Yoko Ono) - 5:00
7. "The Luck Of The Irish" (John Lennon/Yoko Ono) - 2:55
8. "John Sinclair" (John Lennon) - 3:26
9. "Angela" (John Lennon/Yoko Ono) - 4:06
10. "We're All Water" (Yoko Ono) - 5:18
11. "Cold Turkey [Live Jam]" (John Lennon) - 8:34
12. "Don't Worry Kyoko" (Yoko Ono) - 15:20
13. "Well ( Baby Please Don't Go )" (Walter Ward) - 4:28

Temas extra
1. ""Listen, The Snow Is Falling" (Yoko Ono) - 3:06
2. "Happy Xmas ( War Is Over ) (John Lennon/Yoko Ono) - 3:34

## Personal

### Disco de estudio
- John Lennon: voz y guitarras
- Yoko Ono: voz y percusión
- Jim Keltner: batería y percusión
- Klaus Voormann: bajo
- Stan Bronstein: flauta y saxofón
- Wayne 'Tex' Gabriel: guitarra
- Richard Frank Jr.: batería y percusión
- Adam Ippolito: teclados y piano
- Gary Van Scyoc: bajo

### 15 de diciembre de 1969
- John Lennon: voz y guitarra
- Yoko Ono: voz y bolsa

El resto de los músicos figuran bajo seudónimos (entre paréntesis) en los créditos:
- Eric Clapton (Derek Claptoe): guitarra
- Delaney & Bonnie (Bilanie & Donnie): guitarra y percusión
- Jim Gordon (Jim Bordom): batería
- George Harrison (George Harrisong): guitarra
- Nicky Hopkins (Sticky Topkins): piano eléctrico
- Bobby Keys (Robbie Knees): saxofón
- Keith Moon (Kief Spoon): batería
- Billy Preston (Billy Presstud): órgano
- Klaus Voormann (Raus Doorman): bajo
- Alan White (Dallas White): batería
- Jim Price: trompeta

### 6 de junio de 1971
- John Lennon: voz y guitarra
- Yoko Ono: voz y bolsa
- Aynsley Dunbar: batería
- Bob Harris: teclados y coros
- Howard Kaylan: coros
- Jim Pons: bajo y coros
- Don Preston: Mini-Moog
- Ian Underwood: teclados y coros
- Mark Volman: coros
- Klaus Voormann: bajo y coros
- Frank Zappa: voz y guitarra